# 1984 في بلغاريا
فيما يلي قوائم الأحداث التي وقعت خلال عام 1984 في بلغاريا.

## رياضة
- 1 يناير – ألعاب الصداقة

## مواليد

### يناير
- 7 يناير – ديميتار ماكرييف لاعب كرة قدم بلغاري.
- 11 يناير – دانيال ميلوشيف لاعب كرة قدم بلغاري.

### فبراير
- 12 فبراير – يوردان هريستوف لاعب كرة قدم بلغاري.

### مارس
- 29 مارس – شافدار يانكوف لاعب كرة قدم بلغاري.

### أبريل
- 19 أبريل – بيتار بتروف لاعب كرة قدم بلغاري.

### مايو
- 18 مايو – إيفيت لالوفا
- 20 مايو – كالين شتاركوف لاعب كرة قدم بلغاري.
- 31 مايو – سفيتوسلاف دياكوف لاعب كرة قدم بلغاري.

### يوليو
- 15 يوليو – جيفكو ميلانوف لاعب كرة قدم بلغاري.

### سبتمبر
- 11 سبتمبر – بيتار تيرندافيلوف لاعب كرة مضرب بلغاري.
- 22 سبتمبر – لازار آنغليوف لاعب كمال اجسام, مدرب شخصي.
- 23 سبتمبر – ماتي كازيسكي

### أكتوبر
- 5 أكتوبر – مارتن ديموف لاعب كرة قدم بلغاري.
- 6 أكتوبر – دانيال بيف لاعب كرة قدم بلغاري.
- 8 أكتوبر – ستيفان ديميتروف
- 15 أكتوبر – إيفو أنجيلوف مصارع هاوي بلغاري.
- 22 أكتوبر – دينكو هالاتشيف لاعب كرة مضرب بلغاري.
- 31 أكتوبر – أالكسندر ألكسندروف ملاكم بلغاري.

## وفيات

### يناير
- 1 يناير – دراغان بروكيبييف (مواليد 1904)